# Disordini in Irlanda del Nord del 2021
I disordini in Irlanda del Nord del 2021 sono state delle sommosse che hanno avuto come causa principale l'insoddisfazione dei giovani filo-britannici riguardo l'accordo sulla Brexit e il governo dell'Irlanda del Nord che aveva annunciato che non avrebbe perseguito i leader del Sinn Féin che avevano violato le norme di prevenzione sul COVID-19.

## Contesto

### Confine del Mare d'Irlanda
I lealisti e gli unionisti dell'Irlanda del Nord ritengono che gli accordi commerciali sulla Brexit costituiscano una barriera per separare l'Irlanda del Nord dal resto del Regno Unito. I rappresentanti dell'Ulster Volunteer Force e dell'Ulster Defence Association e di altri consigli paramilitari della comunità lealista hanno annunciato la fine della cessazione del sostegno all'Irlanda del Nord sull'accordo del Venerdì Santo, fino a quando il confine del Mare d'Irlanda non sarà rimosso. Successivamente, un portuale di Larne ha ricevuto minacce di morte da un'organizzazione paramilitare anonima e lealista ed è stato costretto a andarsene con la sua famiglia.

### Funerali del Sinn Féin
Poche settimane prima dell'incidente, le autorità hanno annunciato di non perseguire 24 ministri presenti al funerale di Bobby Storey capo dell'intelligence dell'IRA che ha attirato circa 2 000 persone che si sono trovate a marciare in violazione delle norme di quarantena in concomitanza con 24 membri del partito del Sinn Féin. Dopo l'incidente, il primo ministro dell'Irlanda del Nord Arlene Foster e altre figure importanti della coalizione hanno chiesto le dimissioni del capo del Police Service of Northern Ireland Simon Byrne, pensando che avesse perso la fiducia della comunità. Foster ha detto su Twitter: "Le persone generalmente perdono fiducia nel lavoro della polizia e le conseguenze appariranno immediatamente.

### Questioni sociali
Un altro fattore è che il PSNI ha sequestrato più volte droghe illecite all'UDA di Southeast Antrim, danneggiando gravemente così l'immagine delle forze di polizia.
Gli animatori giovanili hanno ritenuto inoltre che la chiusura delle associazioni giovanili durante l'epidemia sia anche una delle cause profonde del problema.

## Proteste

### Waterside, Derry
Le rivolte hanno avuto inizio nella tenuta unionista di Tullyalley. Le bombe molotov e i mattoni erano le armi principali usate dai rivoltosi lì e nell'area prevalentemente unionista di Rossdowny Road/Lincoln Court. A Nelson Drive è stata attaccata una casa di riposo, la quale secondo la polizia ha causato "indicibili paure e angosce" ai residenti. Uno scavatore è stato dato alle fiamme così come i pallet.  disordini sono continuati il 4 aprile, quando bambini di appena dodici anni sono stati coinvolti nell'attacco al PSNI con mattoni, bombe molotov e fuochi d'artificio coinvolgendo nell'attacco anche squadre di vigili del fuoco.
Dodici ufficiali del PSNI sono rimasti feriti, riportando ferite alla testa, alle gambe o ai piedi.
Il 5 aprile, una banda di circa 20 giovani è stata vista sul luogo dove un'auto è stata data alle fiamme a Sperrin Park.

### Newtownabbey
La sera del 3 aprile, è scoppiata la rivolta nella zona lealista di O'Neill Road/Doagh Road di Newtownabbey. Il PSNI ha detto che 30 bombe molotov sono state lanciate contro la polizia e tre veicoli sono stati dirottati e incendiati durante i disordini. Piccoli disordini sono ripresi il 4 aprile, anche se in misura minore rispetto alla notte precedente.

### Carrickfergus, Contea di Antrim
La sera del 4 aprile, i lealisti dell'Ulster si sono riuniti nell'area di North Road a Carrickfergus, hanno appiccato il fuoco ad un bidone della spazzatura e l'hanno spinto a terra. Dopo che la polizia è arrivata sul posto, i rivoltosi hanno lanciato mattoni e le bombe molotov contro.
Il 5 aprile, un gruppo di giovani si è radunato nella zona di North Road e ha appiccato il fuoco in mezzo alla strada. Testimoni hanno riferito che c'erano sporadiche bombe molotov che volavano in direzione della polizia.
Il 7 aprile, gli occupanti delle case di Cherry Walk e Glenfield Walk sono fuggiti dall'area dopo che le finestre erano state sfondate e la casa di un pensionato su Pinewood Avenue è stata attaccata. Fonti locali hanno affermato che gli obiettivi sono stati scelti sulla base di voci sugli occupanti o sulle persone ad essi collegate. L'UVF ha ordinato che le famiglie cattoliche fossero rimosse da un complesso residenziale - questo fatto è stato definito una "forma di pulizia etnica del XXI secolo".

### Parata illegale
Il 5 aprile, i lealisti a Portadown, Ballymena e Markethill hanno tenuto una marcia illegale e in altri luoghi, alcuni partecipanti hanno indossato maschere. La polizia locale sta indagando su queste marcie che non sono state notificate alla Parades Commission.
Dopo una parata non autorizzata a Moygashel il 24 aprile, gli ufficiali del PSNI sono stati colpiti con bombe molotov e opere murarie in un disordine lealista.

### Belfast
Il 2 aprile, sono scoppiati disordini nella zona di Sandy Row a sud di Belfast. A seguito di una protesta, è scoppiata una rivolta ei lealisti dell'Ulster hanno attaccato il PSNI con bottiglie, mattoni, bombe molotov e fuochi d'artificio. Otto persone sono state arrestate, tra cui un ragazzo di 13 anni. Il PSNI ha affermato che l'età degli arrestati variava dai 13 ai 25 anni.
Il 7 aprile, un autobus è stato dirottato da giovani lealisti e incendiato all'incrocio tra Lanark Way e Shankill Road a Belfast. Un fotografo del Belfast Telegraph è stato aggredito e le sue macchine fotografiche sono state danneggiate. I rivoltosi su entrambi i lati della Peace Lines hanno lanciato bombe molotov su di essa.
L'8 aprile, i rivoltosi si sono nuovamente riuniti a West Belfast, lanciando mattoni, bombe molotov e proiettili contro la polizia nell'area nazionalista di Springfield Road. In risposta, la polizia ha schierato cannoni ad acqua per la prima volta in sei anni. Il PSNI ha confermato che 19 agenti e un cane poliziotto sono rimasti feriti.
Il 9 aprile, ultima data dei disordini, i leader lealisti hanno esortato la comunità a non partecipare alle proteste in segno di rispetto in seguito alla morte del principe Filippo, duca di Edimburgo, e quindi un certo numero di proteste pianificate sono state rinviate. Tuttavia, la polizia è stata nuovamente attaccata con pietre e bottiglie nelle aree lealiste di Tiger's Bay e nazionaliste New Lodge di North Belfast e un'auto è stata data alle fiamme. Il PSNI ha confermato che 14 ufficiali sono rimasti feriti. Nella città a maggioranza unionista di Coleraine, adolescenti mascherati hanno costruito un posto di blocco e gli hanno dato fuoco. Sono state anche lanciate bombe molotov contro la polizia.

## Risposta del governo

### Polizia
Il sovrintendente capo Darrin Jones, comandante di zona per la città di Derry e l'area di Strabane, ha condannato le rivolte e i disordini come "del tutto inaccettabili". Ha detto in una dichiarazione:
Il 2 aprile 2021, il sovrintendente capo Simon Walls, comandante distrettuale di Belfast, ha affermato che "una piccola protesta locale si è rapidamente trasformata in un attacco alla polizia". Il giorno seguente ha affermato che è stata una "vera tragedia" che bambini di 13 o 14 anni fossero tra gli arrestati e "quella mattina fossero trattenuti in una cella di custodia" e di fronte a indagini e possibili condanne. Walls ha esortato "le persone con influenza di cercare di chiedere a chiunque abbia intenzione di fare violenza di fare un passo indietro" e "risolvere le tensioni o le discussioni" pacificamente.
Il sovrintendente capo Davy Beck ha detto nel pomeriggio del 5 aprile che la polizia era pronta ad ulteriori violenze, ma ha esortato i leader della comunità a prevenire una "terza notte di scontri nell'area di Cloughfern e Newtownabbey/Carrickfergus". Beck ha anche affermato di ritenere che "un piccolo gruppo di elementi criminali disamorati che sono chiaramente coinvolti nell'influenzare i giovani" fossero responsabili delle rivolte.
Il vice capo della polizia del PSNI Jonathan Roberts ha descritto la violenza del 7 aprile come la peggiore rivolta in Irlanda del Nord da anni.

### Funzionari dell'Irlanda del Nord
Il ministro della Giustizia di Stormont e leader del Partito dell'Alleanza Naomi Long ha affermato che le parole usate dai leader politici "hanno delle conseguenze" e che la rivolta "non è nell'interesse di nessuno - ne degli ufficiali che se ne occupano e ne della maggior parte dei giovani che rischiano il proprio futuro impegnandosi in esso." Long ha affermato che i leader devono "comportarsi in modo responsabile e ridurre la retorica incendiaria degli ultimi giorni".
Il primo ministro Arlene Foster ha criticato i rivoltosi, esortando i giovani a "non cadere nei disordini" e ha detto che la violenza "non migliorerà le cose". Foster ha anche chiesto "ai genitori di fare la loro parte e di essere proattivi nel proteggere i loro giovani figli".
Tra i politici del Sinn Féin, il parlamentare Paul Maskey ha affermato che i giovani "sono stati usati da elementi sinistri" e ha ritenuto il Partito Unionista Democratico (DUP) responsabile di fomentare le tensioni; l'MLA Gerry Kelly (che è membro del consiglio di polizia oltre a ad essere un MLA) ha accusato la leadership unionista "in particolare il DUP" di usare la retorica che incitava alla violenza. L'MLA John O'Dowd ha condannato la parata non autorizzata a Portadown, dicendo che era "guidata da uomini mascherati per le strade" e aveva lo scopo di intimidire la comunità locale. Doug Beattie, l'MLA del Partito Unionista dell'Ulster, ha detto che "tutti sono responsabili" della violenza.
David Ramsey, consigliere del DUP della città di Derry e del Consiglio distrettuale di Strabane, ha affermato che la rivolta è stata "così deprimente" da testimoniare "Ho lavorato con i giovani sul Waterside per molti anni. Non ho mai visto una rabbia simile".
L'8 aprile 2021, il ministro dell'Istruzione Peter Weir ha confermato che nelle aree di maggiore tensione, le strutture per i giovani chiuse durante il blocco avrebbero potuto riaprire per evitare che i giovani diventassero coinvolti nei disordini.

### Reazioni
In seguito alle rivolte, il Taoiseach Micheál Martin, il primo ministro britannico Boris Johnson e il presidente degli Stati Uniti Joe Biden hanno condannato la violenza, espresso preoccupazione e sollecitato alla calma.
A seguito delle violenze, l'Unione europea si è mostrata pronta a rinviare l'azione legale contro il Regno Unito per aver prorogato unilateralmente le deroghe ai controlli sulle merci che entrano in Irlanda del Nord dalla Gran Bretagna.
Il South Belfast Ulster Political Research Group, collegato all'UDA, è stato il primo gruppo lealista a chiedere la fine dei disordini l'8 aprile 2021. Ha affermato che "i recenti disordini pubblici hanno deviato dalle questioni originali che hanno causato tale sgomento e rabbia all'interno della nostra comunità", e che dovesse essere la politica piuttosto che i disordini stradali il modo per risolvere questi problemi. Il Consiglio delle comunità lealiste ha rilasciato una dichiarazione il 9 aprile 2021 affermando che nessuno dei loro gruppi associati è stato coinvolto direttamente o indirettamente nelle violenze a cui si è assistito negli ultimi giorni. Hanno affermato che qualsiasi azione intrapresa dalla comunità lealista dovrebbe essere del tutto pacifica e hanno invitato il governo a negoziare un nuovo protocollo che garantisca che non vi siano confini rigidi tra l'Irlanda del Nord e il resto del Regno Unito, nonché nessun confine rigido sull'isola dell'Irlanda.